# Pedrazales
Pedrazales es una localidad española del municipio de Galende, en la provincia de Zamora, formando parte de la comunidad autónoma de Castilla y León.

## Geografía
Se encuentra ubicado en la comarca de Sanabria, al noroeste de la provincia de Zamora. Pertenece al municipio de Galende, junto con las localidades de Cubelo, Galende, Ilanes, Moncabril, El Puente, Rabanillo, Ribadelago, Ribadelago Nuevo, San Martín de Castañeda y Vigo.
Pedrazales se encuentra situado en pleno parque natural del Lago de Sanabria, el mayor lago de origen glaciar de España, además de un espacio natural protegido de gran atractivo turístico. Es especialmente conocido por las numerosas posibilidades que ofrece para la práctica del deporte a escasos metros del casco urbano (picadero, pesca, etc.). 
En Pedrazales se encuentran numerosos restos de rocas de la morrena glaciar originadas por el deshielo y el arrastre en la formación del Lago de Sanabria, a 8 km.

## Toponimia

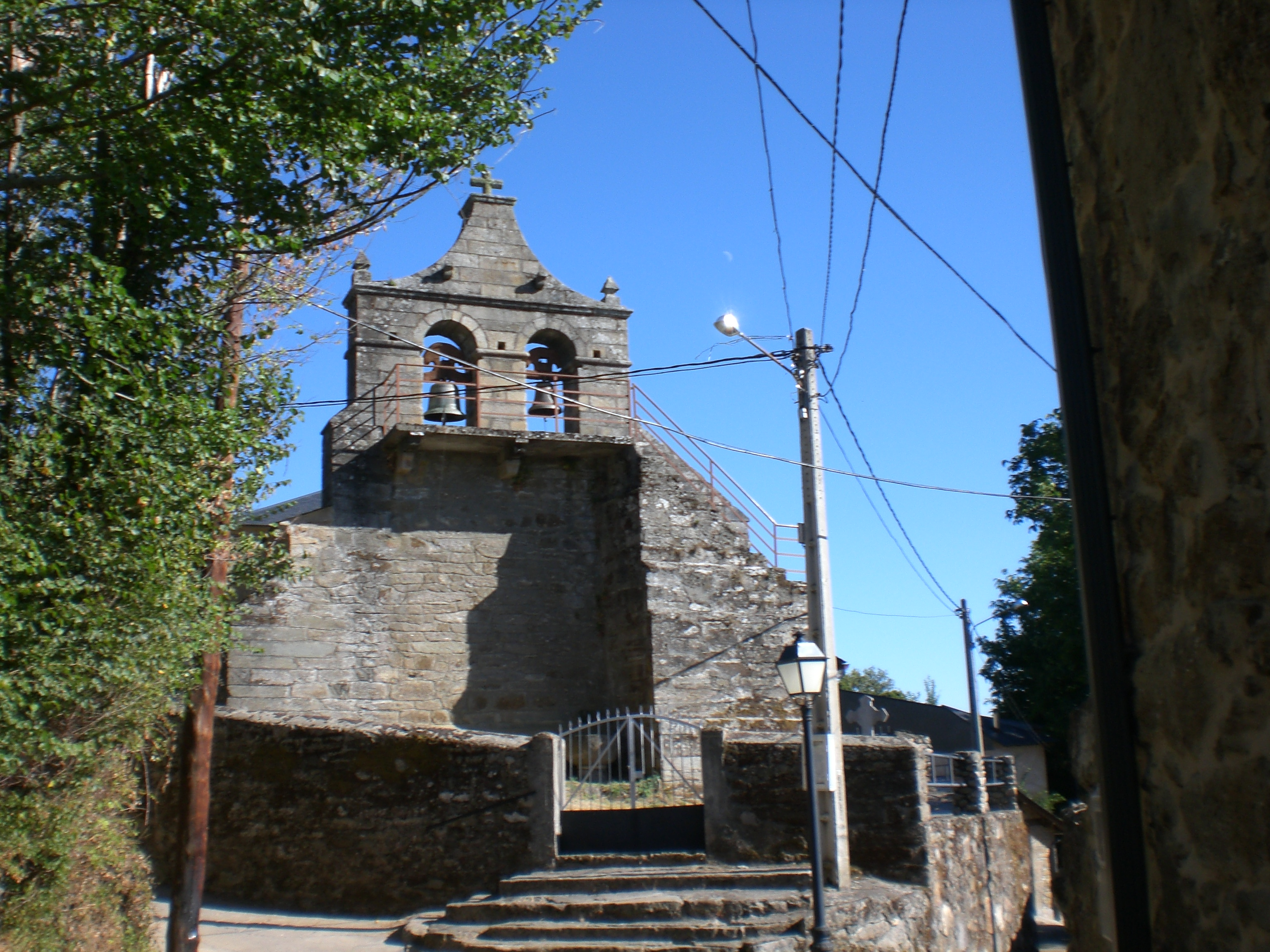
Iglesia parroquial de Santa Eulalia

Debe su nombre al terreno sobre el que se asienta, ubicado en la ladera de una montaña, en un frondoso bosque que hace difícil su visión hasta que no se está próximo al pueblo.

## Historia
Durante la Edad Media Pedrazales quedó integrado en el Reino de León, cuyos monarcas habrían acometido la repoblación de la localidad dentro del proceso repoblador llevado a cabo en Sanabria. Tras la independencia de Portugal del reino leonés en 1143 Pedrazales habría sufrido por su situación geográfica los conflictos entre los reinos leonés y portugués por el control de la frontera, quedando estabilizada la situación a inicios del siglo XIII.
Posteriormente, en la Edad Moderna, Pedrazales fue una de las localidades que se integraron en la provincia de las Tierras del Conde de Benavente y dentro de esta en la receptoría de Sanabria. No obstante, al reestructurarse las provincias y crearse las actuales en 1833, la localidad pasó a formar parte de la provincia de Zamora, dentro de la Región Leonesa, quedando integrado en 1834 en el partido judicial de Puebla de Sanabria.
Finalmente, en torno a 1850, el antiguo municipio de Pedrazales se integró en el de Galende.

## Patrimonio
Pedrazales es un claro ejemplo de la conservación de la arquitectura popular sanabresa. De entre sus inmuebles destaca la iglesia parroquial, dedicada a Santa Eulalia, consta de una sola nave central trabajada en granito y piedra.

## Fiestas
Se celebra Santa Eulalia, el 12 de febrero, y la virgen de la Guía, el tercer domingo agosto.

## Demografía
| 2000        | 2001 | 2002 | 2003 | 2004 | 2005 | 2006 | 2007 | 2008 | 2009 | 2010 | 2011 | 2012 | 2013 | 2014 | 2015 | 2016 | 2017 | 2018 | 2019 | 2020 |
| 53          | 65   | 68   | 64   | 67   | 65   | 64   | 62   | 62   | 65   | 62   | 55   | 55   | 54   | 51   | 53   | 53   | 50   | 51   | 47   | 46   |
| Fuente: INE |      |      |      |      |      |      |      |      |      |      |      |      |      |      |      |      |      |      |      |      |